# Киллер: Техническое руководство для независимых подрядчиков
«Киллер: Техническое руководство для независимых подрядчиков» (англ. Hit Man: A Technical Manual for Independent Contractors) — книга, опубликованная в 1983 году американским издательством Paladin Press. 
Владелец компании Педер Лунд в интервью журналистам утверждал, что изначально книга была создана как криминальный роман, однако позже была переписана с целью соответствия тематике издательства, известного выпуском различных руководств (по владению оружием, выживанию и т.д). Появление книги вызвало резкую критику в обществе, было подано несколько судебных исков, что вскоре привело к прекращению её издания.

## Краткое описание
Книга написана от лица профессионального киллера в качестве практического руководства по выполнению заказных убийств, однако в 1998 году газета The Washington Post сообщила о том, что её настоящим автором является Нэнси Крэмптон-Брофи — разведённая домохозяйка из Флориды, мать двоих детей, создавшая свою книгу под псевдонимом Рекс Ферал на основе впечатлений от детективных романов и кинофильмов. Руководство подробно описывает правила изучения «метки» (то есть жертвы), в том числе её привычек и распорядка дня, а также обучает читателей технике бесшумного приближения к объекту убийства. Помимо этого, в книге содержатся советы по правильному выбору оружия и техник для совершения преступления.

## Судебные иски
3 марта 1993 года в округе Монтгомери, штат Мэриленд, было совершено тройное убийство. Преступник использовал книгу в качестве руководства. Исполнителем убийства оказался Джеймс Перри. После ареста Перри был осужден и трижды приговорен к смертной казни.
Нанимателем убийцы был Лоуренс Хорн, стремившийся получить доходы от трастового фонда, образовавшегося в результате того, что его бывшая супруга подала в суд на местную больницу из-за травм их сына.
Семьи Милдред Хорн, её сына Тревора и его медсестры Дженис Сондерс подали коллективный иск в суд, заявляя, что Paladin Press «содействовала убийству».
В иске «Райс против Паладин Энтерпрайзиз» утверждалось, что издательство частично несёт ответственность за убийства в силу публикации ими книги, которая, по собственному признанию руководства компании, могла быть использована преступниками в целях планирования и совершения заказных убийств. В ноябре 1997 года апелляционный суд постановил, что данная книга не защищена пунктом о свободе слова и свободной печати Первой поправки, и, таким образом, компания Paladin Enterprises может быть привлечена к ответственности за тройное убийство, совершённое одним из читателей её продукции.
21 мая 1999 года страховая компания, сотрудничавшая с Paladin Press, согласилась урегулировать дело во внесудебном порядке, вопреки желанию самого издательства, считавшего возможным выигрыш дела на основании Первой поправки. Однако сотрудники страховой фирмы отказались снова обращаться в суд, посчитав, что длительный судебный процесс обойдётся гораздо дороже, нежели заключение мирового соглашения.
В соответствии с данным соглашением, страховая компании выплатила несколько миллионов долларов семьям жертв убийцы, а также согласилась уничтожить оставшиеся 700 экземпляров книги, находившиеся в её распоряжении, и отказаться от любых прав на публикацию и воспроизведение книги. Джон Форд, редакционный директор Paladin Press, назвал это соглашение «экономической цензурой».
Книга также упоминалась в качестве руководства для убийцы при расследовании аналогичного преступления, совершённого Робертом Вон Джонсом в 1999 году.
В 2000 году книга стала поводом для очередного судебного иска в отношении Paladin Press. Иск был подан в связи с попыткой убийства Бобби Джо Уилсон в 1998 году её бывшим мужем Робертом Лесли Гоггином, который нанял киллера Роберта Джонса с целью убить бывшую жену и получить деньги по её полису страхования жизни. В суде Джонс дал показания о том, что Гоггин нанял его для убийства Уилсон. Джонс заявил, что затем он купил книгу от Paladin Press. В своем иске Уилсон изложила два десятка советов из книги, которым Джонс неукоснительно следовал, планируя её убить. В конечном счёте иск был урегулирован во внесудебном порядке в 2002 году.

## Последствия
После завершения судебных разбирательств Paladin Press больше никогда не публиковало книгу и позволило распродать оставшиеся неуничтоженными тиражные экземпляры. Копии книги ныне существуют в Интернете, часто сопровождаясь ложным заявлением о том, что она теперь находится в общественном достоянии. Само издательство утверждает, что права на книгу по-прежнему принадлежат её автору.
В настоящее время книгу также можно приобрести у независимых продавцов и использовать в качестве электронной книги. Считается, что было продано 13 000 экземпляров, однако журнал Reason подсчитал, что в настоящее время существует 20 000 экземпляров книги.

## Книга в массовой культуре
В 1999 году юрист и специалист по Первой поправке Род Смолла выпустил в свет книгу под названием «Преднамеренное намерение: адвокат рассказывает правдивую историю убийства по книге». Книга описывала его участие в судебном деле «Наемный убийца», где Смолла успешно представлял интересы семей жертв тройного убийства в Мэриленде в судебном разбирательства против Paladin Press.
6 августа 2000 года в США был показан фильм совместного производства телеканала Fox и кабельной сети FX под названием «Преднамеренное намерение», основанный непосредственно на книге и судебном деле. В фильме снялись Тимоти Хаттон, Рон Рифкин, Кларк Джонсон, Пенни Джонсон Джеральд, Клифф Де Янг, Джеймс Макдэниел и Янна Макинтош. Педера Лунда, владельца издательства Paladin Press, сыграл Кеннет Уэлш. Режиссёром фильма выступил Энди Волк, продюсерами — Говард Браунштейн и Майкл Яффе, музыку к ленте написал Харальд Клозер.